# Хуан Хосе Флорес
Хуа́н Хосе́ Фло́рес-і-Арамбу́ру (ісп. Juan José Flores y Aramburu; 19 липня 1800 — 1 жовтня 1864) — венесуельський військовик, що став верховним главою, а потім — першим президентом створеної республіки Еквадор. Пізніше ще двічі обіймав посаду президента Еквадору (протягом 1839—1843 та 1843—1845 років). Його часто називають «Засновником республіки».

## Життєпис
У віці 13 років вступив до лав визвольної армії Болівара і став одним з його найбільш довірених генералів. 1824 року одружився з Мерседес Хіхон де Віванко, а один з їхніх 12 дітей Антоніо 1888 року також став президентом Еквадору.

### Політична кар'єра
30 травня 1830, у день, коли Еквадор відокремився від Великої Колумбії, Хуан Хосе Флорес був проголошений верховним головою нової держави, а 14 серпня того ж року став тимчасовим президентом. Проте, офіційно його повноваження почалися 22 вересня 1830 року, за 11 днів після того, як його було обрано конституційним президентом на асамблеї в Ріобамбі. Його термін спливав 10 вересня 1834 року й відзначився серйозною нестабільністю. Держава роздиралась суперництвом між столицею Кіто й портовим Гуаякілем. Флоресу довелось стикнутись із повстанням на чолі з Луїсом Урданетою, лояльним до Симона Болівара, який намагався не допустити відокремлення Еквадору від Великої Колумбії. Окрім того, йому довелось боротись із членом конгресу Вісенте Рокафуерте, лідером гуаякільської ліберальної партії, який намагався усунути його від влади. Зрештою вони уклали угоду — Рокафуерте ставав президентом після Флореса, а останній залишався очільником армії. Окрім всього цього, Флоресу доводилось упродовж цього терміну протистояти вторгненням колумбійської армії 1832 та 1834 років. Зрештою він розбив колумбійців 18 січня 1834 при Міньяріка, поблизу Амбато.
Другий президентський термін Флореса тривав з 1 лютого 1839 до 15 січня 1843 року. Початок того терміну відзначився миром і соціальним розвитком. Він дотримався свого слова правити справедливо й захищати свободу. Однак, в останній рік свого президентства він втрутився до внутрішніх справ Нової Гранади на прохання колумбійського уряду. Коли згодом він знову взяв участь у війні та був атакований колумбійцями, його популярність на батьківщині знизилась. Після порушень на виборах 1843 року він домігся скасування конституції 1835 року та ухвалення нової, що отримала назву «Carta de la esclavitud» («невільницька грамота»). Новий основний закон дозволяв йому залишитись президентом на третій термін, що розпочався 1 квітня 1843 року. Під час того терміну Флорес боровся за утримання влади, але все ж був повалений 6 березня 1845 року в результаті повстання на чолі з Рокафуерте й Вісенте Рамоном Рокою, який і став наступним президентом Еквадору. Флорес залишив країну й оселився у Парижі.

### Останні роки
1859 року Флорес повернувся до Еквадору на запрошення президента Габріеля Гарсії Морено, щоб навести лад у країні, що перебувала в хаосі й анархії після громадянських заворушень. Хоч те завдання й було виконано, політична кар'єра Флореса завершилась, і він знову вирушив у вигнання. Помер від уремії внаслідок хронічної ниркової недостатності 1864 року, перебуваючи під домашнім арештом на борту корабля біля узбережжя Еквадору.